# Associazione Calcio Riunite Messina 1958-1959
Questa pagina raccoglie i dati riguardanti l'Associazione Calcio Riunite Messina nelle competizioni ufficiali della stagione 1958-1959.

## Stagione
Nella stagione 1958-1959 il Messina disputa il quattordicesimo campionato di Serie B della sua storia, un torneo a venti squadre che prevede due promozioni in Serie A e due retrocessioni in Serie C, con 38 punti in classifica la squadra giallorossa si piazza in decima posizione, sono promosse l'Atalanta con 51 punti ed il Palermo con 49 punti, retrocedono il Prato con 25 punti ed il Vigevano con 28 punti.
Sulla panchina del Messina viene chiamato Bruno Arcari e sono diversi i volti nuovi arrivati sullo stretto, il terzino Angelo Stucchi giunto dal Lecco, l'ala Mario Renosto in arrivo dalla Triestina, e le due punte Sebastiano Alicata proveniente dal Siracusa che realizzerà undici reti, e dalla Roma il prestito di Alberto Orlando che di reti ne metterà a segno diciassette, secondo nella classifica dei marcatori del campionato cadetto, alle spalle di Carlos Vernazza del Palermo che l'ha vinta con diciannove centri. Il Messina disputa un tranquillo e onorovole torneo, ottavo al termine del girone di andata, finirà il campionato in decima posizione.

## Divise
| 1ª maglia |

## Rosa
| N. |                   | Ruolo | Calciatore         |
| -- | ----------------- | ----- | ------------------ |
|    | Italia (bandiera) | A     | Sebastiano Alicata |
|    | Italia (bandiera) | D     | Giuseppe Bergamini |
|    | Italia (bandiera) | C     | Stefano Bernini    |
|    | Italia (bandiera) | C     | Giorgio Bettini    |
|    | Italia (bandiera) | C     | Giuseppe Bosco     |
|    | Italia (bandiera) | D     | Renato Cardillo    |
|    | Italia (bandiera) | A     | Nicola Ciccolo     |
|    | Italia (bandiera) | C     | Angelo Costa       |
|    | Italia (bandiera) | D     | Mario Kirchmayr    |
|    | Italia (bandiera) | A     | Ennio Lenuzza      |
|    | Italia (bandiera) | D     | Guglielmo Magazzù  |

| N. |                   | Ruolo | Calciatore         |
| -- | ----------------- | ----- | ------------------ |
|    | Italia (bandiera) | C     | Mariano Melonari   |
|    | Italia (bandiera) | A     | Alberto Orlando    |
|    | Italia (bandiera) | A     | Antonino Puliafito |
|    | Italia (bandiera) | C     | Franco Radaelli    |
|    | Italia (bandiera) | A     | Mario Renosto      |
|    | Italia (bandiera) | P     | Giuseppe Salerno   |
|    | Italia (bandiera) | C     | Alvaro Sellani     |
|    | Italia (bandiera) | D     | Angelo Stucchi     |
|    | Italia (bandiera) | A     | Giuliano Torti     |
|    | Italia (bandiera) | P     | Gino Zappetti      |

## Risultati

### Campionato

#### Girone di andata
| Arbitro: | Gambarotta (Genova) |

|                          |           |  |
| Bettini 50’ Melonari 58’ | Marcatori |  |

| Arbitro: | Gay (Asti) |

|                                         |           |             |
| Ronconi 5’ Valentinuzzi 45’ Bagnoli 65’ | Marcatori | 23’ Lenuzza |

| Arbitro: | Orlandi (Torino) |

|                                  |           |  |
| Mosca 31’, 54’ (rig.) Busato 68’ | Marcatori |  |

| Arbitro: | Samani (Trieste) |

|                    |           |                      |
| Renosto 39’ (rig.) | Marcatori | 72’ (rig.) Astraceli |

| Arbitro: | Adami (Roma) |

|                           |           |  |
| Bernini 25’ Alicata I 39’ | Marcatori |  |

| Arbitro: | Bartolomei (Roma) |

|             |           |  |
| Manzino 43’ | Marcatori |  |

| Arbitro: | Roversi (Bologna) |

|                                   |           |                         |
| Kirchmayr 25’ (aut.) Bonacchi 65’ | Marcatori | 46’ Bernini 77’ Bettini |

| Arbitro: | De Robbio (Torre Annunziata) |

|                                                  |           |  |
| Lenuzza 8’ Bettini 55’ Alicata I 68’ Bernini 84’ | Marcatori |  |

| Arbitro: | Stanzione (Salerno) |

|                           |           |  |
| Alicata I 16’ Lenuzza 88’ | Marcatori |  |

| Reggio Emilia 30 novembre 1958 10ª giornata | Reggiana        | 0 – 0 | Messina | Stadio Mirabello\| Arbitro: \| Zaza (Molfetta) \| |
| Arbitro:                                    | Zaza (Molfetta) |       |         |                                                   |

| Arbitro: | Angelini (Firenze) |

|                              |           |                  |
| Bernini 15’ Orlando 52’, 58’ | Marcatori | 71’ Gianmarinaro |

| Arbitro: | Bartolomei (Roma) |

|                                    |           |  |
| Orlando 38’ (rig.) 41’, 70’ (rig.) | Marcatori |  |

| Arbitro: | Menchini (Udine) |

|  |           |                          |
|  | Marcatori | 4’ Orlando 65’ Alicata I |

| Messina 15 dicembre 1946 14ª giornata | Messina          | 0 – 0 | Catania | Stadio Giovanni Celeste\| Arbitro: \| Babini (Ravenna) \| |
| Arbitro:                              | Babini (Ravenna) |       |         |                                                           |

| Arbitro: | De Marchi (Pordenone) |

|                                                     |           |               |
| Ronzon 1’ Marchesi 16’ Secchi 52’, 64’ Pensotti 68’ | Marcatori | 83’ Alicata I |

| Arbitro: | De Robbio (Torre Annunziata) |

|                                             |           |             |
| Colla 14’ Corradino 23’ Targioni 33’ (rig.) | Marcatori | 54’ Orlando |

| Arbitro: | Caputo (Napoli) |

|                           |           |  |
| Alicata I 39’ Bernini 76’ | Marcatori |  |

| Arbitro: | Menchini (Udine) |

|                    |           |           |
| Zamboni 69’ (aut.) | Marcatori | 22’ Vigni |

| Arbitro: | Angelini (Firenze) |

|              |           |  |
| Zucchini 38’ | Marcatori |  |

#### Girone di ritorno
| Arbitro: | De Magistris (Torino) |

|                                  |           |  |
| Baldini 43’ (rig.) Stefanini 81’ | Marcatori |  |

| Arbitro: | Cariani (Roma) |

|                                             |           |  |
| Orlando 3’ (rig.) Alicata I 39’ Renosto 69’ | Marcatori |  |

| Messina 22 febbraio 1959 22ª giornata | Messina             | 0 – 0 | Marzotto Valdagno | Stadio Giovanni Celeste\| Arbitro: \| Gambarotta (Genova) \| |
| Arbitro:                              | Gambarotta (Genova) |       |                   |                                                              |

| San Benedetto del Tronto 1º marzo 1959 23ª giornata | Sambenedettese | 0 – 0 | Messina | Stadio Fratelli Ballarin\| Arbitro: \| Cariani (Roma) \| |
| Arbitro:                                            | Cariani (Roma) |       |         |                                                          |

| Arbitro: | Caputo (Napoli) |

|                                        |           |                         |
| Ponzoni 3’ Goldoni 21’ Barbolini I 86’ | Marcatori | 2’ Alicata I 9’ Orlando |

| Arbitro: | De Marchi (Pordenone) |

|                         |           |  |
| Bernini 72’ Orlando 76’ | Marcatori |  |

| Arbitro: | Jonni (Macerata) |

|             |           |              |
| Bernini 49’ | Marcatori | 70’ Bonacchi |

| Arbitro: | Roversi (Bologna) |

|                                  |           |             |
| Molinari 63’ (rig.) Calegari 88’ | Marcatori | 69’ Orlando |

| Arbitro: | Angonese (Mestre) |

|                               |           |                    |
| Loriga 38’ Regalia 71’ (rig.) | Marcatori | 73’ (rig.) Orlando |

| Arbitro: | Leita (Udine) |

|             |           |  |
| Lenuzza 72’ | Marcatori |  |

| Arbitro: | Guarnaschelli (Pavia) |

|                                      |           |             |
| Gianmarinaro 13’ (rig.) Fiorindi 30’ | Marcatori | 23’ Bernini |

| Parma 19 aprile 1959 31ª giornata | Parma                 | 0 – 0 | Messina | Stadio Ennio Tardini\| Arbitro: \| De Marchi (Pordenone) \| |
| Arbitro:                          | De Marchi (Pordenone) |       |         |                                                             |

| Arbitro: | Marangio (Roma) |

|                         |           |                         |
| Renosto 40’ Orlando 60’ | Marcatori | 49’ Vernazza 58’ Sandri |

| Arbitro: | Lo Bello (Siracusa) |

|                      |           |               |
| Toros 38’ Prenna 87’ | Marcatori | 29’ Alicata I |

| Arbitro: | Cariani (Roma) |

|                 |           |                        |
| Orlando 9’, 40’ | Marcatori | 15’ Longoni 64’ Ronzon |

| Arbitro: | Sebastio (Taranto) |

|               |           |             |
| Alicata I 36’ | Marcatori | 72’ Moradei |

| Arbitro: | Baldassarre (Udine) |

|                          |           |                    |
| Scaccabarozzi 58’ (rig.) | Marcatori | 45’ (rig.) Orlando |

| Arbitro: | Leita (Udine) |

|          |           |           |
| Nova 14’ | Marcatori | 26’ Torti |

| Arbitro: | Cataldo (Reggio Calabria) |

|                           |           |  |
| Orlando 14’ Alicata I 76’ | Marcatori |  |

## Statistiche

### Statistiche di squadra
| Competizione | Punti | In casa | In casa | In casa | In casa | In casa | In casa | In trasferta | In trasferta | In trasferta | In trasferta | In trasferta | In trasferta | Totale | Totale | Totale | Totale | Totale | Totale | DR |
| Competizione | Punti | G       | V       | N       | P       | Gf      | Gs      | G            | V            | N            | P            | Gf           | Gs           | G      | V      | N      | P      | Gf     | Gs     | DR |
| ------------ | ----- | ------- | ------- | ------- | ------- | ------- | ------- | ------------ | ------------ | ------------ | ------------ | ------------ | ------------ | ------ | ------ | ------ | ------ | ------ | ------ | -- |
| Serie B      | 38    | 19      | 11      | 8       | 0       | 34      | 9       | 19           | 1            | 6            | 12           | 15           | 33           | 38     | 12     | 14     | 12     | 49     | 42     | +7 |
| Coppa Italia |       | 1       | 1       | 0       | 0       | 1       | 0       | 1            | 0            | 0            | 1            | 0            | 5            | 2      | 1      | 0      | 1      | 1      | 5      | -4 |
| Totale       |       | 20      | 12      | 8       | 0       | 35      | 9       | 20           | 1            | 6            | 13           | 15           | 38           | 40     | 13     | 14     | 13     | 50     | 47     | +3 |

### Statistiche dei giocatori
| Giocatore    | Serie B  | Serie B | Coppa Italia | Coppa Italia | Totale   | Totale |
| Giocatore    | Presenze | Reti    | Presenze     | Reti         | Presenze | Reti   |
| ------------ | -------- | ------- | ------------ | ------------ | -------- | ------ |
| S. Alicata   | 30       | 11      | 1            | 0            | 31       | 11     |
| G. Bergamini | 11       | 0       | -            | -            | 11       | 0      |
| S. Bernini   | 35       | 8       | 2            | 0            | 37       | 8      |
| G. Bettini   | 29       | 3       | 1            | 0            | 30       | 3      |
| G. Bosco     | 33       | 0       | 2            | 0            | 35       | 0      |
| R. Cardillo  | 3        | 0       | -            | -            | 3        | 0      |
| N. Ciccolo   | 15       | 0       | -            | -            | 15       | 0      |
| A. Costa     | 2        | 0       | -            | -            | 2        | 0      |
| M. Kirchmayr | 34       | 0       | 2            | 0            | 36       | 0      |
| E. Lenuzza   | 19       | 4       | 2            | 1            | 21       | 5      |
| G. Magazzù   | 2        | 0       | -            | -            | 2        | 0      |
| M. Melonari  | 28       | 1       | 2            | 0            | 30       | 1      |
| A. Orlando   | 30       | 17      | -            | -            | 30       | 17     |
| A. Puliafito | 3        | 0       | 2            | 0            | 5        | 0      |
| F. Radaelli  | 17       | 0       | -            | -            | 17       | 0      |
| M. Renosto   | 22       | 3       | 2            | 0            | 24       | 3      |
| G. Salerno   | 23       | -25     | 2            | -5           | 25       | -30    |
| A. Sellani   | 36       | 0       | 1            | 0            | 37       | 0      |
| A. Stucchi   | 28       | 0       | 2            | 0            | 30       | 0      |
| G. Torti     | 3        | 1       | 2            | 0            | 5        | 1      |
| G. Zappetti  | 15       | -17     | -            | -            | 15       | -17    |